# Wola Kuraszowa
Wola Kuraszowa (prononciation : [ˈvɔla kuraˈʂɔva]) est un village polonais de la gmina de Borkowice dans le powiat de Przysucha de la voïvodie de Mazovie dans le centre-est de la Pologne.
Il se situe à environ 4 kilomètres au sud-est de Borkowice (siège de la gmina), 11 kilomètres au sud-est de Przysucha (siège du powiat) et à 104 kilomètres au sud de Varsovie (capitale de la Pologne).

## Histoire
De 1975 à 1998, le village appartenait administrativement à la voïvodie de Radom.